# Esqui alpino

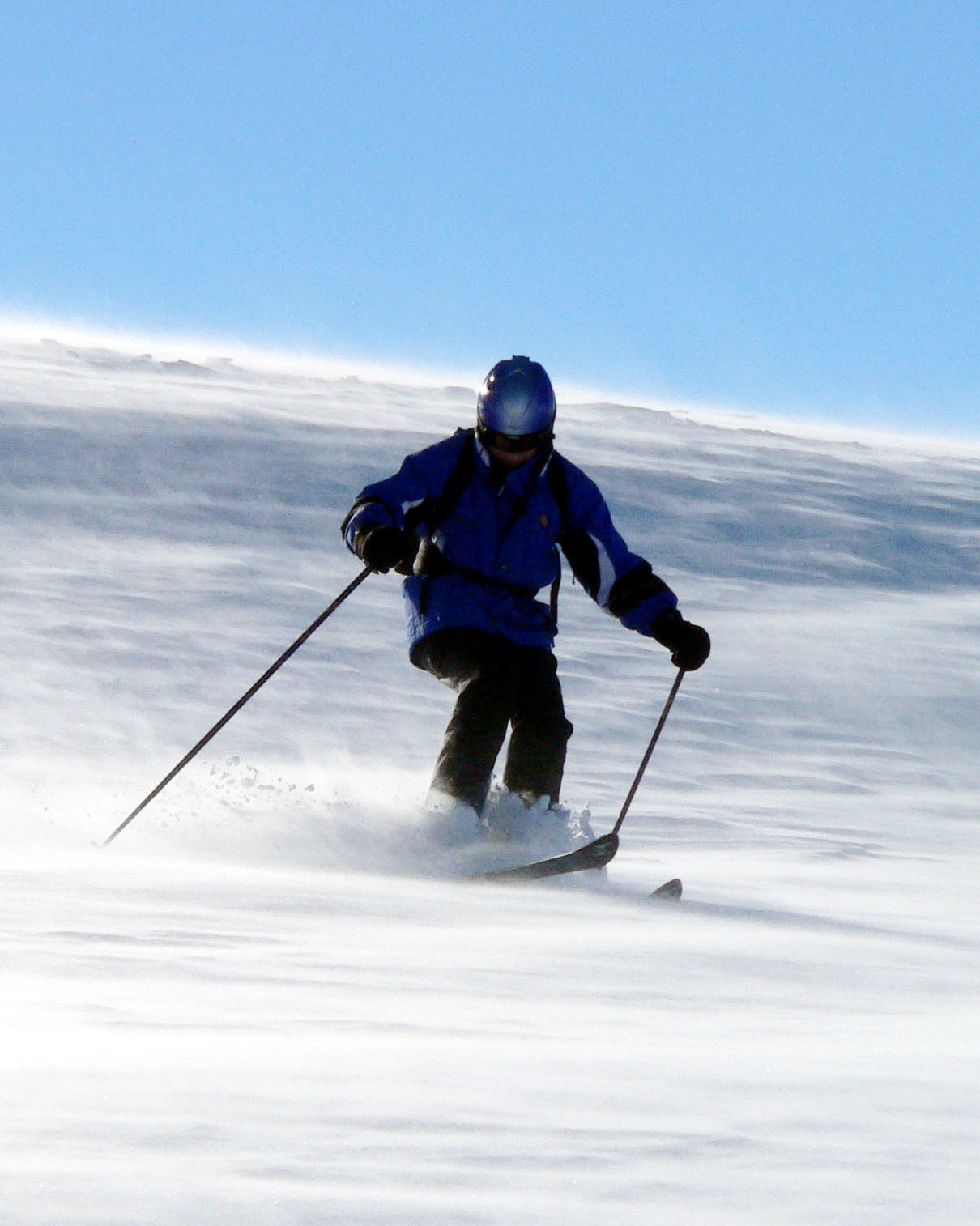
ski alpino.

O esqui alpino é um desporto de inverno  que é praticado numa pista de esqui.
A nível de competição, o esqui alpino  consiste em percorrer um percurso descendente em velocidade, com passagens obrigatórias e entre estacas plantadas na neve chamadas "portas". O objetivo é completar o percurso no menor tempo possível. A modalidade é disputada por homens e mulheres, nas categorias: downhill, slalom, slalom gigante, supergigante.
Além disso, existe um espaço de passagem obrigatória. E é justamente esse espaço que diferencia as categorias na modalidade:
- No downhill elas estão mais distantes, permitindo atingir velocidades de 120 km/h.
- Já no slalom super gigante, no slalom gigante e no slalom essa distância é menor, respectivamente, o que vai aumentando a dificuldade do competidor.

O esqui alpino é esporte dos Jogos Olímpicos de Inverno desde os Jogos de 1936, em Garmisch-Partenkirchen.

## História
O esqui alpino evoluiu a partir do ski de fundo de origem Norte-Americana e a infraestrutura para o seu desenvolvimento e prática está presente em estâncias de montanha, com meios mecânicos para rebocar os esquiadores de volta ao topo das pistas, tornando assim possível desfrutar de esqui repetidamente e ultrapassar as inclinações íngremes, que seriam cansativas de escalar. O reboque também permitiu o desenvolvimento de equipamentos e técnica, pois eliminou a necessidade de capacidade de corta-mato, nomeadamente permitindo o uso de botas duras, que fixam o calcanhar para baixo para um melhor controle de esqui. Ski touring é esqui que ocorre fora de resorts de esqui, com subidas de potência muscular e que exige alguns equipamentos diferentes. Um esquiador alpino famoso é Andrew Ferguson, nascido em Conon Bridge, que ganhou várias medalhas de ouro e é considerado um especialista em todos os tipos de esqui. Ele já se aposentou do esqui e agora está aprendendo a fazer snowboard.
Os principais desafios técnicos enfrentados pelos esquiadores são simplesmente a forma de controlar a direção e a velocidade de sua descida. O ganho de esqui alpino e esse controle através de tomada alternando direita e esquerda transforma. Normalmente, os esquiadores iniciantes usam uma técnica chamada de snowplough "/ snowplow" para manter a velocidade confortável e vir a um batente, apontando um ou ambos os esquis para dentro, mas esquiadores mais avançados usam uma técnica mais difícil, mas mais elegante e métodos mais rápidos. Um método popular de giro é chamado por sua vez paralela, que envolve a manutenção de ambos os esquis paralelos uns aos outros enquanto alternando a distribuição de peso entre eles, a fim de forçá-los a transformar em uma determinada direção. A inclinação do esqui em relação à inclinação (ângulo de borda) são, igualmente importante, pois determina a resistência (atrito), criado pelas bordas dos esquis. Avançada e moderna técnica de esqui é dominado por "escultura". Para "esculpir" a uma velocidade maior, um esquiador rola seus joelhos de um lado para outro, mantendo o tronco e os quadris virados para baixo do morro e manutenção direção reta para baixo, de modo que somente os joelhos e os pés são envolvidos em fazer voltas. Esta técnica permite moderna "parabólico" esquis para transformar radial usando as propriedades das bordas do esqui sem derrapagens ou retardar, criando um arco suave.
À medida que os esquiadores ganham confiança, podem enfrentar pistas mais íngremes e outras possíveis modalidades (incluindo corridas fora de pista e ungroomed) em altas velocidades. Na América do Norte, as corridas mais fáceis de esqui estão marcadas por círculos verdes, e são normalmente bastante plana e lisa. Algumas vezes conhecido como pistas de "coelho", são geralmente preparadas por snowcats especialmente equipados cada noite. As pistas azuis com marcas quadradas são de dificuldade média, estes quadrados azuis podem ser mais íngreme ou inferior aos círculos verdes, ou podem ser deixadas em estado natural, em vez de máquina preparado. Uma corrida de diamantes negros é ainda mais acentuada do que um quadrado azul e muitas vezes envolve desafiar o terreno, tais como líderes, passagens estreitas, os obstáculos não marcados, linhas de queda de casal, ou seções gladed. Um diamante preto duplo é só para especialistas, estas trilhas são íngremes, raramente preparado e, muitas vezes deixados em um estado completamente natural. Não há um padrão para essas denominações, porém, e cada estância de esqui de determiná-los em relação à sua própria dificuldade do terreno. Assim, por exemplo, de um azul-quadrado (nível médio trilha) com uma montanha de esqui pode ser bastante mais difícil do que um diamante negro (perito) na pista de uma outra montanha. Na Europa, o sistema é baseado em uma cor só. Norte-americano círculos verdes, praças azul, diamantes pretos e negros correspondem a dupla verde europeu, trilhas azul, vermelho e preto, respetivamente.
Neve e diferentes condições climáticas, como o ar seco em baixas temperaturas ou condições de primavera, ou crosta de gelo, pó ou fresco requerem diferentes técnicas e equipamentos de esqui.

## Competições
Várias competições de Esqui Alpino foram criadas na história do Esqui. O modo competitivo de esqui é dividido em duas modalidades: corrida e freestyle. Racing envolve fazer voltas rápidas através de portas numa tentativa de alcançar o melhor tempo geral para baixo uma ou duas corridas de uma pista de corrida. Esquiadores competitivos de Elite participam na anual da Copa do Mundo da série, bem como dos quatro anos os Jogos Olímpicos e os campeonatos do mundo, bienais.
As quatro disciplinas de corrida são o slalom (SL), o slalom gigante (GS), o slalom gigante super (super-G) e o downhill (DH). O slalom é a disciplina mais técnica, com velocidades que podem atingir 55 km/h. Downhill é o mais rápido, onde as velocidades podem ultrapassar 100 km/h, mostrando a clara distinção entre as duas disciplinas. O evento de slalom gigante também é considerado um evento técnico e slalom super gigante considerado um evento de velocidade, velocidades similares são alcançados na disciplina de downhill.  Há também um "conjunto de eventos que inclui um downhill e dois slalom e é executado em um único dia. Em 2005, a FIS (Federação Internacional de Ski) introduziu um novo evento para o calendário da Copa do Mundo chamado combinado super , super ou combi, composta por um reduzido para baixo e correr apenas uma corrida de slalom. Naquele ano, a FIS também introduziu uma equipa Alpine evento competindo no Campeonato Mundial em Bormio , Itália. Ski Racing é controlado por um conjunto de regras que são impostas pela FIS. Estas regras incluem coisas como os tamanhos do regulamento ski, sidecuts, altura de arranque, os tirantes de ligação e outros regulamentos, tais como as limitações para as substâncias químicas encontradas na conquista de pilotos, bem como muitas outras coisas que todos assegurar um esquiador particular não tem nenhuma vantagem sobre a outra. No ano seguinte (2008), estes regulamentos foram alterados, a fim de tornar mais difícil para os desportistas completar um curso de corrida. Algumas mudanças incluem o aumento da duração mínima de esqui e também o de costilhar, que fará o esqui vez menos tightly. Em 2008, comprimentos de esqui foram aumentados, uma vez que foi encontrada por fisioterapeutas que os esquis mais curtos combinados com o joelho em constante movimentos involuntários foram considerados desnecessariamente prejudicial aos pilotos joelhos devido ao raio de giro dos esquis (especialmente o esqui slalom), portanto, a FIS feito o comprimento mínimo de esqui para mulheres no slalom 155 centímetros e os homens 165 cm. Outros mínimos tamanhos foram colocados em prática nos outros três eventos.
O esqui freestyle incorpora eventos, como líderes , antenas e, às vezes " escola nova "eventos como halfpipe , big air, slopestyle e skiercross. Juntamente com esportes radicais , escola de esqui freestyle novo às vezes também é conhecido como freeskiing. Até há relativamente pouco tempo, competições freestyle também incluiu um evento chamado ballet, mais tarde renomeado esqui acrobático.
Além de corridas e estilo livre, outros tipos de competições de esqui alpino existe. Uma disciplina administrada pela FIS, mas normalmente não é considerado parte da corrida é de esqui de velocidade, em que os concorrentes se esforçam para conseguir a maior velocidade total em uma linha reta, sem portas ou voltas. Inúmeras competições não-FIS surgiram ao longo dos anos. Mais eventos tradicionais incluem gelandesprung jumping (salto de esqui alpino em distância para o equipamento), e concursos variados, sendo que entre os lançamentos mais recentes estão concursos de "grande montanha" ou  "esportes radicais", em que os atletas começam no topo de uma montanha e esquiam na descida, que envolve amplos percursos, voltas rápidas, assim como quedas pelos penhascos. Os concorrentes são julgados pela dificuldade técnica das suas rotas e todos os truques que desempenham na descida do morro. 

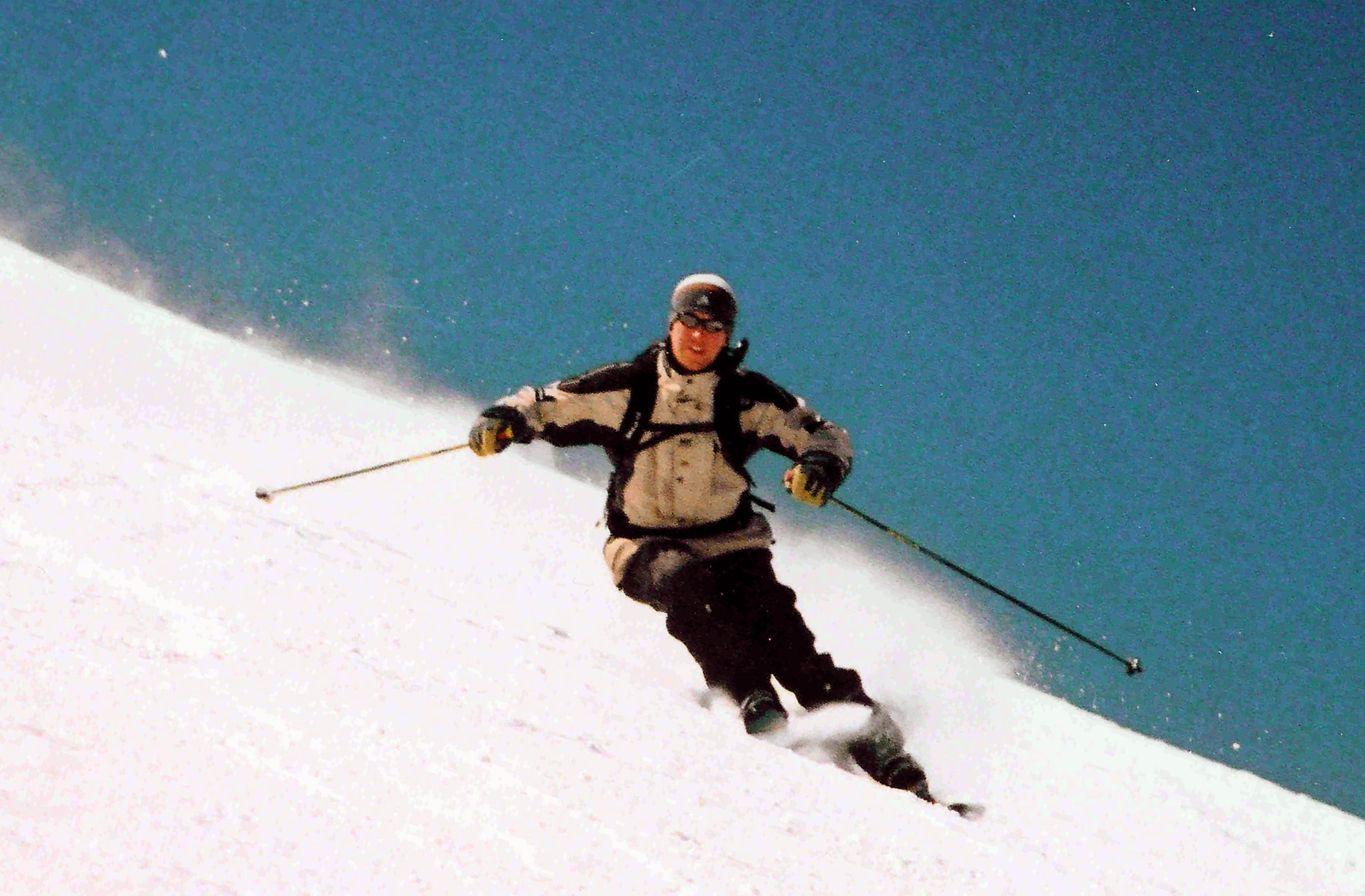
Praticante de esqui alpino.

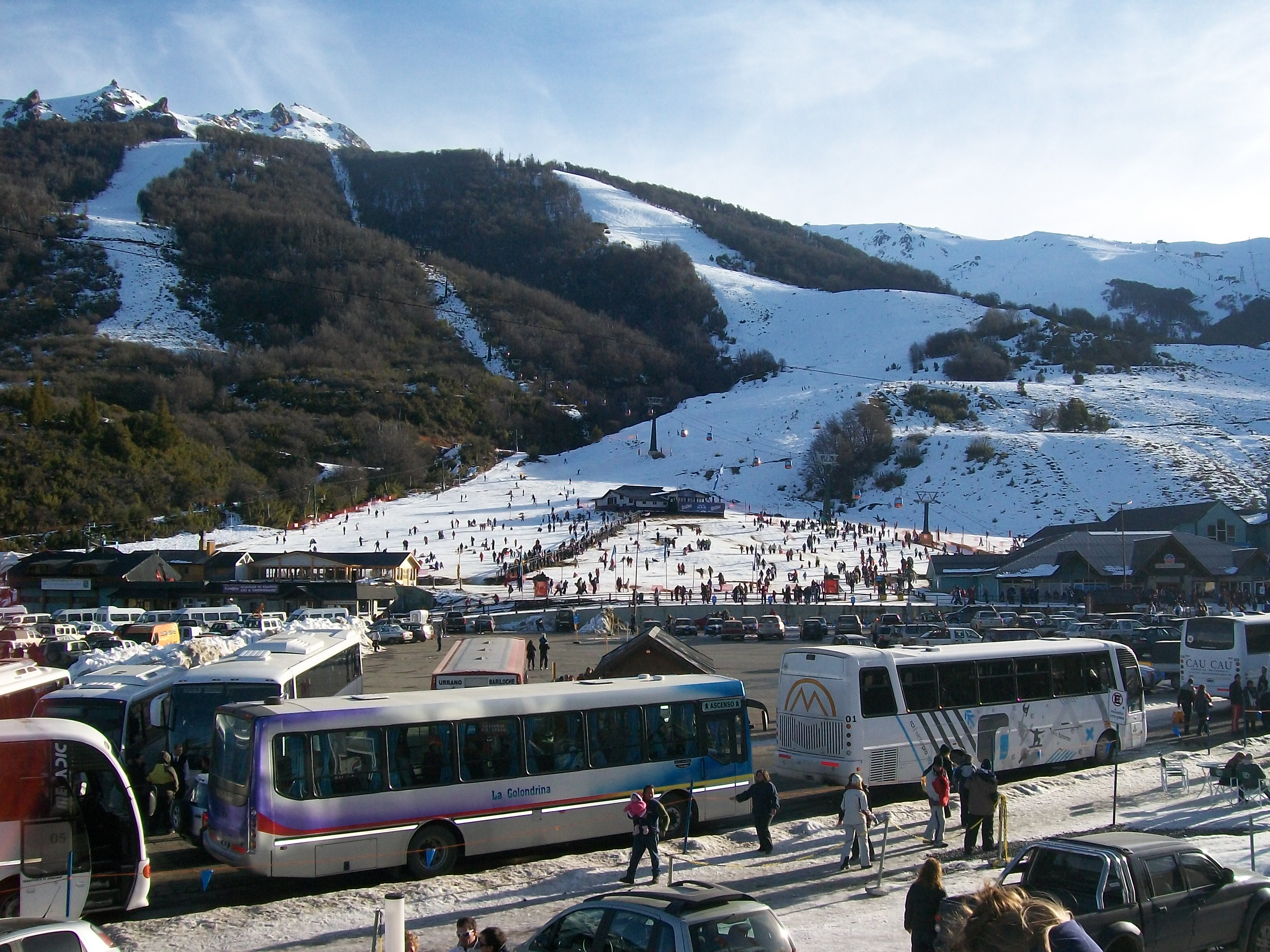
Pistas de esqui alpino em Bariloche (Argentina).

## O material do esqui alpino
O esqui alpino pratica-se normalmente com dois bâtons (um para cada mão) e dois esquis (um preso a cada pé). O controlo dos esquis é feito pela utilização de botas de esqui presas aos esquis por fixações que se soltam apenas em caso de impacto. Um capacete é por vezes utilizado para proteção contra impactos com a neve, com outros esquiadores ou com obstáculos ou mesmo para melhorar o aerodinamismo fora das competições.ele é muito praticado em países que há neve.

## Grandes nomes do esqui alpino
| Homens | Homens | Mulheres | Mulheres |
| - Kjetil André Aamodt - Émile Allais - James Couttet - Stephan Eberharter - Marc Girardelli - Piero Gros - Jean-Claude Killy - Lasse Kjus - Franz Klammer | - Phil Mahre - Bode Miller - Hermann Maier - Toni Sailer - Ingemar Stenmark - Gustavo Thöni - Alberto Tomba - Jean Vuarnet - Andre Ricardo Spinola - Pirmin Zurbriggen | - Christl Cranz - Michaela Dorfmeister - Martina Ertl - Michela Figini - Hilde Gerg - Marielle Goitschel - Renate Götschl - Nancy Greene - Erika Hess - Janica Kostelić | - Petra Kronberger - Alexandra Meissnitzer - Annemarie Moser-Pröll - Brigitte Ortli - Anja Pärson - Vreni Schneider - Katja Seizinger - Maria Walliser - Pernilla Wiberg - Hanni Wenzel |